# وارگولین
وارگولین (به انگلیسی: Vargulin) با فرمول شیمیایی C22H27N7O یک ترکیب شیمیایی با شناسه پاب‌کم 2762720 است. که جرم مولی آن ۴۰۵٫۴۹۶ گرم بر مول می‌باشد. 